# زبرپرده
زبرپرده(نام علمی: Hymenochaete) نام یک گونه از تیره زبرپردگان است.